# Muggiò
Muggiò är en ort och kommun i provinsen Monza e Brianza i regionen Lombardiet i Italien. Kommunen hade 23 536 invånare (2018).